# ترينيتا
ترينيتا هي بلدية (كوميون) في مقاطعة كونيو في منطقة بيدمونت الإيطالية، وتقع على بعد قرابة 60 كيلومتر (37 ميل) جنوب تورينو و20 كيلومتر (12 ميل) شمال شرق كونيو.
تقع ترينيتا على حدود البلديات التالية: بيني فاجينا وفوسانو وماليانو ألبي وسانت ألبانو ستورا.

## مشاهير من المنطقة
- بيترو ميليو، لاعب كرة قدم
- توينز نيت، شقيقتان مغنيتان، تؤديان موسيقى شعبية إيطالية.